# An-chuej
An-chuej ( výslovnost, čínsky pchin-jinem Ānhuī, znaky 安徽) je vnitrozemská provincie Čínské lidové republiky. Nachází se ve východní Číně, v oblasti povodí řeky Chuaj a dolního toku Jang-c’-ťiang, a sousedí s provinciemi Ťiang-su, Če-ťiang, Ťiang-si, Chu-pej, Che-nan a Šan-tung. Při celkové rozloze 140 139 km² se An-chuej řadí mezi nejmenší čínské provincie, resp. jedná se o 22. největší administrativní celek provinční úrovně. V roce 2020 populace An-chueje přesáhla 61 milionů, a je tak 8. nejlidnatější, a 6. nejhustěji zalidněnou provincii. Hlavním a zároveň největším městem provincie je Che-fej.
Provincie An-chuej byla ustavena roku 1667 za vlády císaře Kchang-si, nicméně její území skýtá bohatou historii sahající tisíciletí do minulosti, jejíž vývoj silně ovlivnila lokace na pomezí čínského severu a jihu. Celá provincie sestává ze tří geografických regionů – Chuaj-pej, Ťiang-chuaj a Ťiang-nan – jež jsou definovány nejvýznamnějšími anchuejskými vodními toky, řekami Chuaj-che a Jang-c’-ťiang. Zatímco severní polovina provincie je převážně rovinatá, jih An-chueje je hornatou oblastí, v níž se mimo jiné nachází Žluté hory a starověké vesnice Si-ti a Chung-cchun, oblasti na seznamu světového dědictví, Ťiou-chua-šan, jedna ze čtyř posvátných buddhistických hor, či vrcholy Tchien-ču-šan a Tchien-tchang-čaj v pohoří Ta-pie.

## Název
Provincie svůj název získala ze splynutí jmen dvou měst – „An“ (安) podle An-čchingu (čínsky pchin-jinem Ānqìng, znaky zjednodušené 安庆, tradiční 安慶) a „Chuej“ (徽) podle Chuej-čou (čínsky pchin-jinem Huìzhōu, znaky 惠州), nynějšího města Chuang-šan.
Jednoznaková zkratka pro An-chuej, užívaná například na poznávacích značkách vozidel, je 皖 (čínsky v českém přepisu wan, pchin-jinem wǎn). Odvozená je podle jména starověkého státu Wan, který na území dnešní An-chueje existoval za dynastie Čou, v období Jar a podzimů a období válčících států. Oficiální zkratka An-chuje v latinském písmu je AH.

## Historie

### Prehistorie a starověk
Ačkoliv byla moderní provincie An-chuej ustavena až v 17. století, její území skýtá bohatou historii sahající tisíciletí do minulosti. Na východě An-chueje v okrese Fan-čchang se nachází jeskyně Žen-c’, nejstarší paleolitické naleziště se stopami lidské činnosti v Číně. Tamější nalezené fosilie, kamenné nástroje a zvířecí kosti naznačující přítomnost člověka vzpřímeného již před 2,25 miliony lety.
V mladší době kamenné na severu An-chueje, zejména v povodí řeky Chuaj, vzkvétaly mnohé neolitické kultury, včetně Š’-šan-c’, Ta-wen-kchou a kultury Lung-šan, přičemž se jedná se o jednu z důležitých kolébek čínské civilizace. Úpadek kultury Lung-šan ve 21. století př. n. l. a související klimatické podmínky jsou zřejmě historickým zdrojem mýtu o králi Jü Velikém, legendárním zakladateli dynastie Sia, který údajně „zkrotil potopu“. Oblasti na jihu dnešní An-chueje, podél dolního toku Jang-c’-ťiang, byly přechodným územím mezi vlivy čínského severu a jihu. Naleziště tamější kultury Ling-ťia-tchan, přechodné kultury mezi dřívější kulturou Chung-šan a pozdější kulturou Liang-ču, je ranou ukázkou teokratických městských států vznikajících v regionu.
Oblast povodí Chuaj-che, zejména na jih od řeky, byla obývána domorodými národy Chuaj-i a nebyla pod přímou nadvládou dynastie Čou. Jihovýchodní oblasti nynější An-chueje, jižně od Jang-c’-ťiang, byly součástí pajjüeského státu Jüe. V období válčících států se An-chuej nakrátko (278 př. n. l.) stala posledním útočištěm státu Čchu poté, co se vojska státu Čchin zmocnila jejich hlavního území v dnešní provincii Chu-pej.

### Rané císařské období
Po sjednocení Číny dynastií Čchin roku 221 př. n. l. a následném rozdělní říše na 36 komandérií, území současné An-chueje připadalo mezi čtyři z nich: oblasti na sever od Chuaj-che ke komandériím Tang a S’-šuej, oblast mezi řekami Chuaj a Jang-c’ tvořilo komandérii Ťiou-ťiang, a území na jih od Jang-c’-ťiang patřilo ke komandérii Čang. V roce 209 př. n. l. ve vsi Ta-ce, dnes u Su-čou na severu An-chueje, vypuklo Čchen Šengovo a Wu Kuangovo povstání, první vzpoura proti čchinské říši. Po jejím rozpadu, v nastalém období osmnácti království, oblasti centrální a jižní An-chueje náležely ke království Ťiou-ťiang, zatímco severní An-chuej byla součástí království Západní Čchu. Bouřlivé interregnum, známé jako čchu-chanská válka, vyvrcholilo roku 203 př. n. l. v bitvě u Kaj-sia, dnes v okrese Ku-čen na severu An-chueje, v níž Liou Pang z dynastie Chan porazil Siang Jüho, vládce Západní Čchu, a ustavil sjednocenou říši Chan.
V chanské říši bylo území An-chueje nejprve součástí pěti z deseti království, resp. knížectví, ustavených roku 206 př. n. l. ve východní části císařství; jmenovitě knížectví Chuaj-nan, Lu-ťiang, Cheng-šan, Lu-an, Wu, Chuaj-jang a Liang. Tato knížectví byla postupně omezována a jejich území byla přímo spravována jednotlivými menšími komandériemi. V roce 138 př. n. l., za vlády císaře Wu-tiho, byla do regionu mezi Jang-c’-ťiang a Chuaj-che, konkrétně do komandérie Lu-ťiang, přesídlena část obyvatelstva království Tung-ou. V období Východní Chan komandérie na území dnešní provincie An-chuej náležely ke kontrolním oblastem Jang-čou, Sü-čou a Jü-čou.
Na sklonku chanského období uzurpátor Jüan Šu obsadil Šou-čchun a v oblasti si vybudoval mocenskou základnu. Zemřel roku 199, nedlouho po své proklamaci císařem, načež jeho državu převzal vojevůdce Cchao Cchao, zakladatel říše Wej. Roku 214 Cchao Cchaoův generál Čang Liao ve slavné bitvě u brodu Siao-jao ubránil Che-fej před silami Sun Čchüana. V následném období tří říší bylo území An-chueje rozděleno mezi severnější wejskou říši a jižnější říši Východní Wu. Poté, co byla na místě říše Wej ustavena říše Ťin, a následně roku 280 dobyla říši Východní Wu, byla oblast An-chueje součástí znovusjednoceného císařství. Po oslabení moci říše Ťin během nepokojů osmi knížat a následného vpádu tzv. pěti barbarských kmenů do severní Číny na počátku 4. století, se oblast severní An-chueje během období šestnácti států ocitla pod střídající se nadvládou Severní Chan, Pozdní Čao, Rané Jen, Rané Čchin, Pozdní Čchin, Pozdní Jen a dalších. Jižní části An-chueje zůstaly součástí říše Ťin, resp. Východní Ťin. 
Roku 383 se říši Východní Ťin podařilo v bitvě u řeky Fej odrazit invazi Rané Čchin, jednoho ze šestnácti severních států, usilujících o sjednocení Číny. Během následného období jižních a severních dynastií byl  Ťiang-nan postupně součástí jižních států Sung, Jižní Čchi, Liang a Čchen, region Ťiang-chuaj se stal častým bojištěm v severojižních válkách, přičemž jednotlivé jižní státy se opakovaně snažily o získání a udržení kontroly nad Chuaj-pejí.

### Vrcholné a pozdní císařské období
Po znovusjednocení Číny říší Suej roku 581 území současné An-chueje náleželo ke komandériím Lu-ťiang, Čchiao-ťün, Žu-jin, Chuaj-nan, Čung-li, Ke-jang, Tchung-an, Süan-čcheng, Sin-an a Li-jang. Za vlády císaře Wen-tiho region zaznamenal ekonomický rozvoj, nicméně během přechodu od říše Suej k říši Tchang byl sužován krvavými konflikty. Hospodářské prosperitě se oblast ale těšila i v následné říši Tchang. V tchangské říší území An-chueje náleželo ke třem z deseti inspekčních obvodů tao, jmenovitě Che-nan, Chuaj-nan a Ťiang-nan-tung. Celková situace se změnila s povstáním An Lu-šana v polovině 8. století, které vyvolalo rozsáhlou devastaci; oblast severně od řeky Chuaj, na severu dnešní An-chueje, byla jednou z nejhůře zasažených v celé zemi. Ke konci tchangské říše, v poslední třetině 9. století, byl celý region dále také negativně poznamenán povstáním Chuang Čchaoa.
Se zánikem tchangské říše na počátku 10. století nastalo politicky nestabilní období pěti dynastií a deseti říší. Zatímco regiony Ťiang-nan a Ťiang-chuaj byly ovládány jihočínskými státy Wu a poté Jižní Tchang, území Chuaj-peje postupně náleželo státům Pozdní Liang, Pozdní Tchang, Pozdní Ťin, Pozdní Chan a Pozdní Čou. Období skončilo s ustavením říše Sung, jíž se území dnešní An-chueje stalo součástí, ačkoliv bylo rozděleno mezi několik různých správních celků, tzv. fiskálních oblastí lu. Za vlády císaře Chuej-cunga, v prvním roce éry Čeng-che (tj, roku 1111), se konkrétně jednalo o fiskální oblasti Ťiang-nan-tung, Ťing-si-pej, Ťing-tung-si, Chuaj-nan-si a Chuaj-nan-tung. Během 12. století se sever An-chueje proměnil v pohraničí mezi ustupující říší Jižní Sung a rozmáhající se džürčenskou říší Ťin na severu. Roku 1161 bylo v říční bitvě u Cchaj-š’ u dnešního Ma-an-šanu poraženo Wan-jen Liangovo invazní vojsko, což ukončilo ťinské ambice na dobytí celé Číny a znovusjednocení císařství.
Po invazi mongolských vojsk do Číny a dobytí jak říše Ťin, tak říše Jižní Sung, se celé území An-chueje stalo součástí říše Jüan. V rámci nově zřízeného provinčního systému území moderní provincie An-chuej náleželo k provinciím Chuaj-nan, resp. Ťiang-če, a Che-nan-ťiang-pej. S pádem říše Jüan během povstání rudých turbanů a následným založením říše Ming roku 1368 bylo území správně reorganizováno. Od vlády císaře Chung-wu bylo území současné An-chueje a sousedního Ťiang-su součástí jedné z centrálně řízených oblastí č’-li. Během tohoto období bylo v regionu An-chueje ustaveno sedm prefektur; čtyři z nich jižně od Jang-c’-ťiang: Chuej-čou, Ning-kuo, Tchaj-pching a Čch’-čou, dvě severně od řeky: An-čching a Lu-čou, a dále na sever prefektura Feng-jang. Poté, co roku 1420 císař Jung-le určil Peking hlavním městem, bylo území An-chueje v rámci okolního regionu formálně ustaveno jižním přímo řízeným územím Nan-č’-li.
Na počátku 17. století se v regionu projevila klimatická anomálie známá jako malá doba ledová. Pokles teplot a extrémní počasí vyúsťující v nespočet neúrodných let, společně s nevolí či neschopností mingských císařů situaci řešit, vyvolalo množství rolnických povstání; roku 1632 jedno takové vypuklo i v oblasti dnešní An-chueje. Kolaps mingské říše byl následován invazí Mandžuů a založením říše Čching. Poté, co čchingská vojska roku 1645 dobyla Nanking, byla na místě provincie Nan-č’-li ustavena provincie Ťiang-nan. Roku 1667 byl Ťiang-nan rozdělen ve dví, na Ťiang-su a An-chuej. Od roku 1760 až do konce císařství v roce 1911, a následně také během prvních let republikánské éry, konkrétně do roku 1914, bylo město An-čching ustaveno hlavním městem provincie.

### Moderní dějiny
Povstání tchaj-pchingů, které region zachvátilo na začátku druhé poloviny 19. století, následné dobytí Nankingu a ustavení Nebeské říše velkého míru, jíž byla velká část An-chueje součástí, dovedlo provincii na pokraj ekonomického kolapsu. V 60. letech 19. století byla zejména jižní An-chuej postižena probíhajícími boji, v jejichž důsledku provincii opustilo značné množství uprchlíků. Demografický dopad povstání Tchaj-pchingů na An-chuej je srovnatelný s počtem úmrtí zapříčiněných pozdějším Velkým skokem vpřed.
Po Sinchajské revoluci a zániku císařství v roce 1911 se An-chuej stala součástí nově ustavené Čínské republiky. Během tzv. éry militaristů byla An-chuej střídavě pod kontrolou soupeřících frakcí a vojenských klik. Anchuejská klika nesla název provincie neboť právě z An-chueje pocházelo několik jejich vůdčích členů, včetně Tuan Čchi-žueje, Tuan Č’-kueje, Ťin Jün-pchenga, a dalších.
V době tzv. Nankingské dekády, tedy v letech 1929–1938, byl provinčním hlavním městem opět An-čching. Během druhé čínsko-japonské války, resp. druhé světové války, byla An-chuej okupována japonskými silami. V roce 1938 se japonská loutková Reformovaná vláda Čínské republiky rozhodla přemístit hlavní město do Wu-chu, blíže Nankingu, fakticky však provinční administrativa sídlila ve městě Peng-pu na severu provincie. Po reorganizaci Japonskem okupovaných území a ustavení Reorganizované národní vlády pod vedením Wang Ťing-weje v roce 1940 byl opět zvažován přesun hlavního města An-chueje do An-čchingu, nicméně ve skutečnosti až do konce války provinční hlavní město zůstalo v Peng-pu. Po skončení druhé světové války bylo v roce 1946 hlavní město provincie přeneseno z An-čchingu do Che-feje. S dobytím provincie komunistickými silami v závěru čínské občanské války a následným založením Čínské lidové republiky byla provincie v roce 1949 rozdělena na Wan-pej a Wan-nan, tedy „Severní An-chuej“ a „Jižní An-chuej,“ nicméně roku 1952 byly oba tyto administrativní celky opětovně sjednoceny.
V letech 1958–1962 v důsledku maoistické kampaně Velký skok vpřed v provincii An-chuej zemřelo 6,3 milionů obyvatel. An-chuej byla nejpostiženější provincií v celé Číně. Zemědělský sektor provincie, která byla doposud známá jako „železná miska rýže,“ byl během Velkého skoku vpřed prakticky zničen.

## Geografie

### Poloha a rozloha

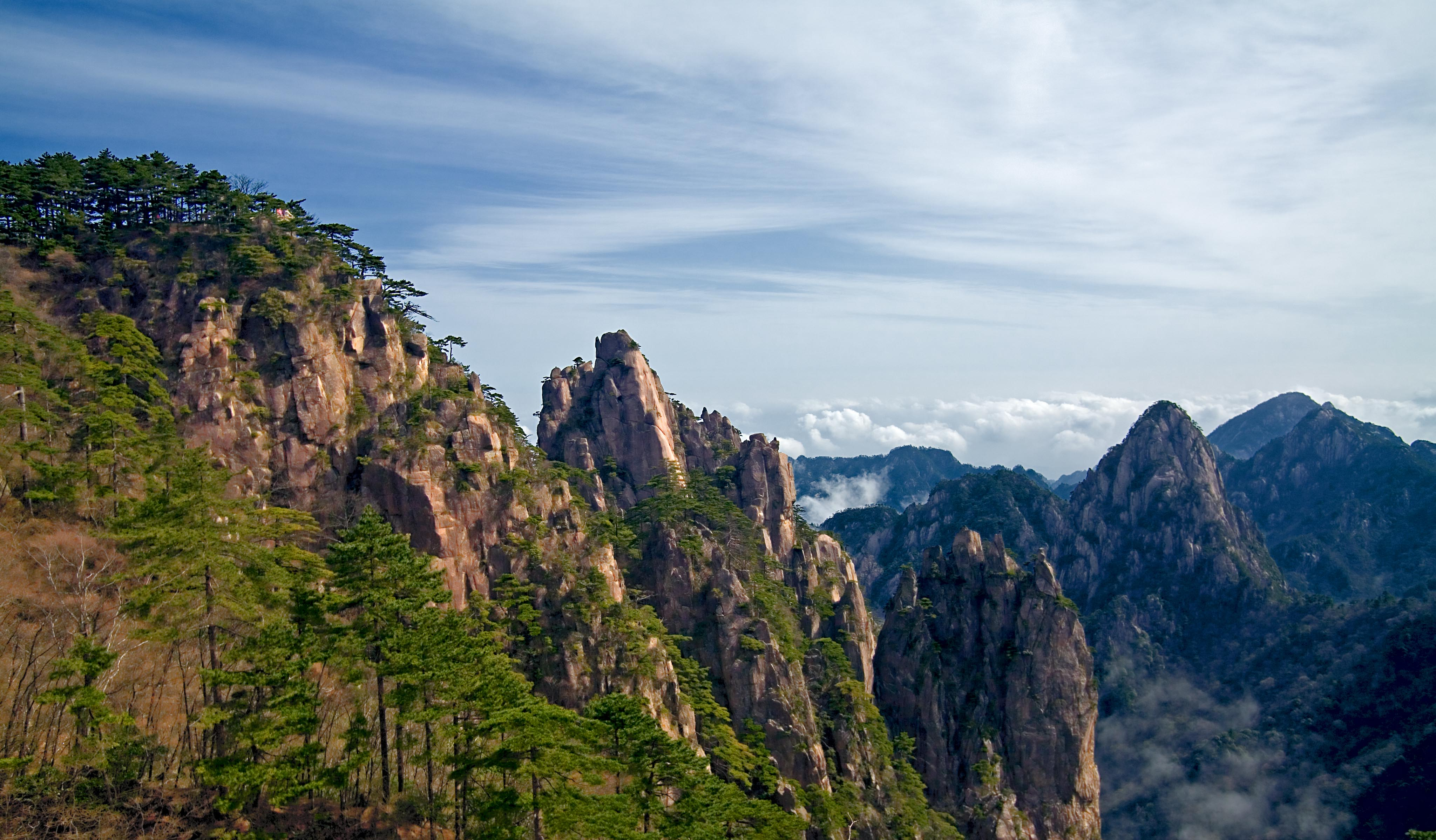
Panoramatický výhled na krajinu Žlutých hor

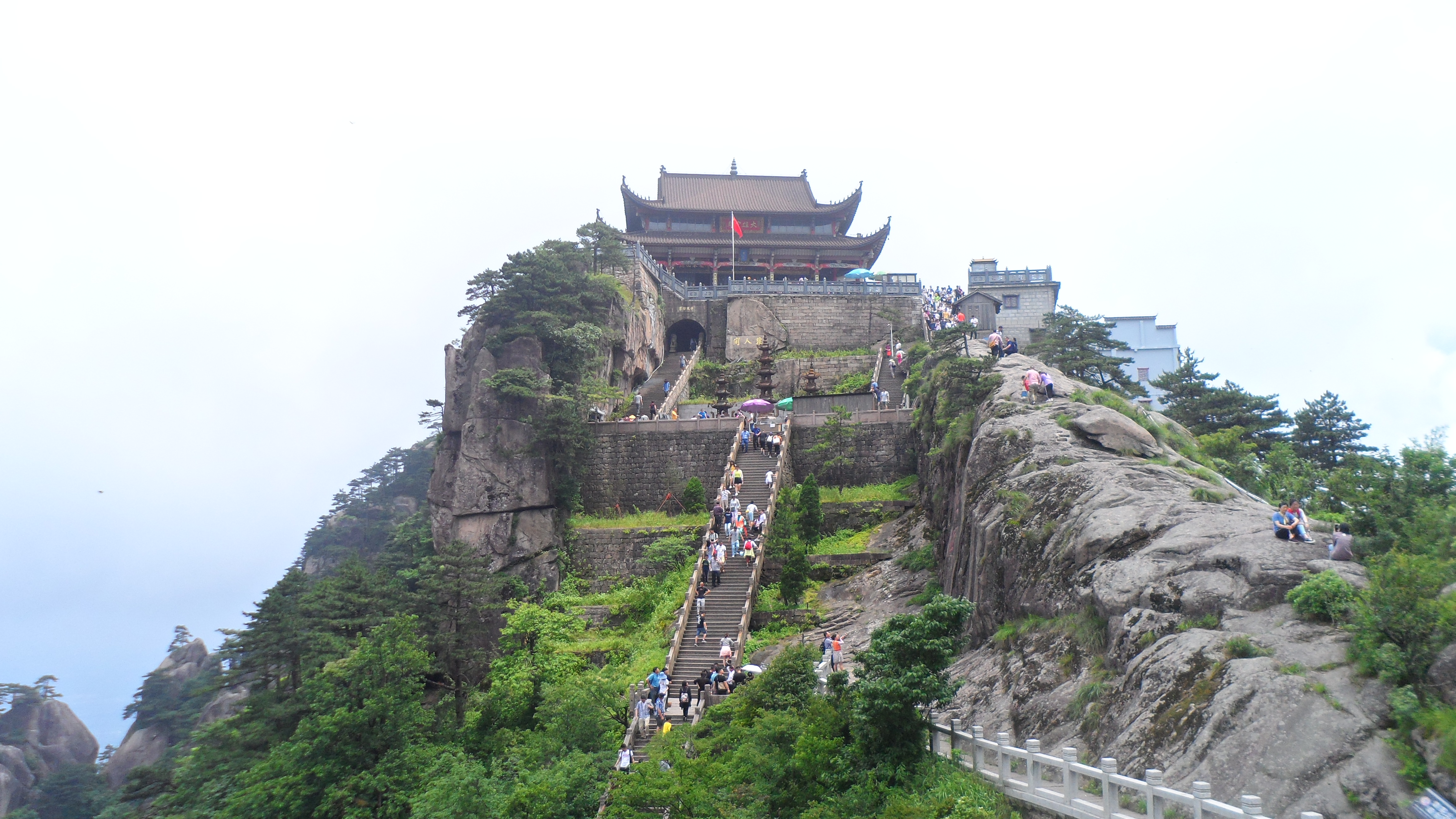
Chrám Tchien-tchaj v pohoří Ťiou-chua

Provincie An-chuej se nachází ve vnitrozemí východní Číny, podle zeměpisných souřadnic mezi 29°41′ a 34°38′ východní délky a 114°54′ a 119°37′ severní šířky. Rozléhá se v oblastech dolního a středního toku Jang-c’-ťiang a Chuaj-che, a lze ji charakterizovat jeho ležící na pomezí čínského severu a jihu. An-chuej sousedí se šesti provinciemi. Na východě hraničí s provincií Ťiang-su, na jihovýchodě s provincií Če-ťiang, na jihu s provincií Ťiang-si, na západě s provinciemi Chu-pej a Che-nan, a na severu sdílí krátkou hranici s provincií Šan-tung.

Celková rozloha provincie An-chuej je 140 139,85 km², z toho je souš přibližně 139,4 tisíc km². Provincie An-chuej představuje 1,45 % rozlohy Čínské lidové republiky, a je tak 22. největším celkem administrativní úrovně. Ze severu na jih provincie měří přibližně 570 km, z východu na západ přibližně 450 km.

### Povrch
An-chuej je topograficky rozmanitá provincie, kterou lze rozdělit na pět geomorfologických regionů: 1) rovinu řeky Chuaj, 2) pahorkatiny na ťiangchuajské plošině, 3) západoanchuejské pahorkatiny a hornatiny, 4) rovinu podél Dlouhé řeky, a 5) jihoanchuejské pahorkatiny a hornatiny. Z hlediska celkové rozlohy provincie rovina řeky Chuaj zaujímá 30,48 %, pahorkatiny na ťiangchuajské plošině 17,56 %, západoanchuejské pahorkatiny 9,99 %, rovina podél Dlouhé řeky 24,91 % a oblast jihoanchuejských pahorkatin a hornatin představuje 16,70 % rozlohy provincie.
Sever provincie náleží k Velké čínské nížině, oblast na pomezí centrální a severní An-chueje je součástí roviny v povodí Chuaj-che. Zatímco obě tyto oblasti jsou velmi ploché a rovinaté, v jižnějších částech provincie terén vykazuje vyšší míru výškové členitosti. Jih An-chueje zasahuje do oblasti severního okraje Jihočínské hornatiny, konkrétně do východní větve systému Ťiangnanské hornatiny.
Na jihozápadě An-chueje, u hranice s Che-nanem a Chu-pejí, severně od Dlouhé řeky, se táhne pohoří Ta-pie. Jeho nejvyšší horou je Tchien-ču-šan, dosahující výšky 1760 m n. m. Jedná se o pohoří východozápadního směru, tvořící jak předěl mezi Velkou čínskou nížinou a Jihočínskými hornatinami, tak rozvodí povodí řeky Chuaj-che na severu provincie a povodí Jang-c’-ťiang na jihu.
Na jihu provincie, jižně od Dlouhé řeky, se nachází tři velká pohoří či horské systémy: Chuang-šan neboli Žluté hory, Ťiou-chua-šan, a systém pohoří Tchien-mu–Paj-ťi. Mezi těmito třemi pohořími se rozléhají údolí řek Sin-an-ťiang, Šuej-jang-ťiang a Čching-i-ťiang; region tak má zvlněný reliéf, který postupně klesá od středů horských pásem k říčním údolím. Nejvyšším bodem provincie An-chuej je Lien-chua-feng, neboli Lotosový vrch, nacházející se ve Žlutých horách, dosahující výšky 1873 m n. m.
Žluté hory jsou komplexní horský systém o délce cca 250 km, táhnoucí se od hranice provincie Ťiang-si (resp. od oblasti východně od jezera Pcho-jang), z jihozápadu na severovýchod, až na východ městské prefektury Süan-čcheng. Ťiou-chua-šan, neboli pohoří Ťiou-chua, se táhne rovnoběžně podél jižního břehu Jang-c’-ťiang, severně od Žlutých hor, přičemž se jedná o větev tohoto pohoří. Ťiou-chua-šan je také jedna ze čtyř posvátných buddhistických hor.

### Podnebí

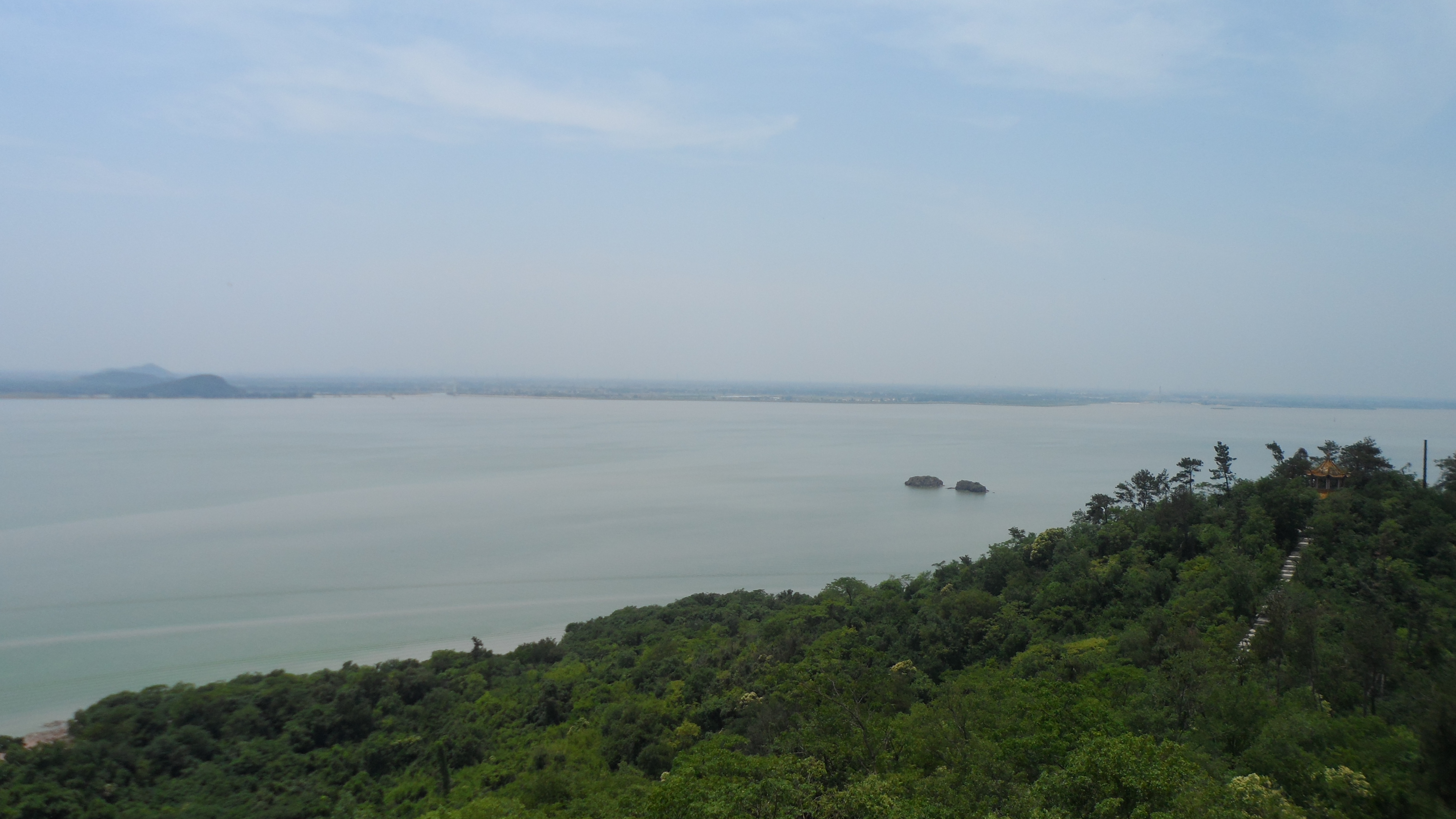
Výhled na jezero Čchao z pagody Wen-feng na ostrově Lao-šan uprostřed jezera.

An-chuej se nachází v přechodné zóně mezi mírným a subtropickým klimatickým pásem. Území na sever od řeky Chuaj má teplé mírné polovlhké podnebí ovlivněné monzuny (dle Köppenovy klasifikace typ Cfa), na jih od řeky Chuaj převládá vlhké subtropické podnebí ovlivněné monzuny (typ Cwa). Hlavními charakteristikami anchuejského podnebí jsou výrazné monzuny, čtyři rozlišitelná roční období, proměnlivá a teplá jara, koncentrované letní deště, příjemné podzimy a chladné zimy. Průměrná roční teplota se pohybuje v rozmezí 14–17 °C, průměrná teplota v lednu mezi -1–2°C na severu provincie, a 0–3°C na jihu. V červenci teplotní průměry přesahují 28–29°C. Průměrný roční úhrn srážek se pohybuje v rozmezí 773–1670 mm; vyšší míra srážek je zejména v hornatých oblastech na jihu provincie, rovinatý sever je zpravidla sušší.

### Vodstvo
V provincii An-chuej se nachází více než 2 000 řek. Kromě řeky Sin-an na jihu provincie, která náleží do povodí řeky Čchien-tchang, jsou všechny řeky v An-chueji součástí povodí dvou hlavních toků: Jang-c’-ťiang a Chuej-che. Jang-c’-ťiang, neboli Dlouhá řeka, do An-chueje přitéká z okresu Chu-kchou v provincii Ťiang-si, dále teče od jihozápadu An-chueje směrem na severovýchod, až do okresu Che, za nímž vstupuje do provincie Ťiang-su. Rozloha povodí Dlouhé řeky v An-chueji číní 66 tisíc km². Délka řeky, konkrétně úseku dolního toku, který An-chuejí protéká, má 416 km. Tok Chuaj-che na severu provincie činí zhruba 430 km, tok řeky Sin-an v An-chueji měří 242 km.
V An-chuej se také nachází více než 580 jezer, s celkovou plochou 1 750 km². Mezi nimi je 12 velkých a 37 středně velkých jezer. Tato jezera se převážně nacházejí podél Dlouhé řeky a Chuaj-che a jejich celková rozloha činí 1 250 km². V povodí řeky Chuaj se nachází jezera Ba-li-che, Čcheng-si, Čcheng-tung, Ťiao-kang, Wa-pu, Kao-tchang, Chua-jüan, Nü-šan, Čchi-li, I-chu, a Jang-chu. Na jihu provincie, v povodí řeky Jang-c’-ťiang se nachází jezera Čchao, Nan-i, Lung-kan, Chuang, Ta-kuan, Pcho, Wu-čchang, Cchaj-c’, Paj-ting, Čchen-jao, Šeng-ťin, Chuang-pchi a Š’-ťiou. Jezero Čchao, neboli Čchao-chu, nacházející se jihovýchodně Che-feje, je se svou rozlohou 770 km² největším jezerem v provincii An-chuej a 5. největším sladkovodním jezerem v Číně. Dále na jihu provincie se mezi Žlutými horami a pohořím Ťiou-ťiang nachází jezero Tchaj-pching.

## Administrativní členění
Do roku 2011 se provincie An-chuej členila na 17 městských prefektur, po rozdělení Čchao-chu (巢湖市) mezi tři sousední městské prefektury, oficiálně oznámeném 22. srpna 2011, jich zůstalo šestnáct.
| Mapa provincie | Kód                | Název              | Rozloha (km²) | Počet obyvatel (2020) |
| --- | ------------------ | ------------------ | ------------- | --------------------- |
| Che-fej Wu-chu Peng-pu Chuaj-nan Ma-an-šan Chuaj-pej Tchung-ling An-čching Chuang-šan Čchu-čou Fu-jang Su-čou Lu-an Po-čou Čch’-čou Süan-čcheng | 340000             | Provincie An-chuej | 140 139,85    | 61 027 171            |
| Che-fej Wu-chu Peng-pu Chuaj-nan Ma-an-šan Chuaj-pej Tchung-ling An-čching Chuang-šan Čchu-čou Fu-jang Su-čou Lu-an Po-čou Čch’-čou Süan-čcheng | Městská prefektura |                    |               |                       |
| Che-fej Wu-chu Peng-pu Chuaj-nan Ma-an-šan Chuaj-pej Tchung-ling An-čching Chuang-šan Čchu-čou Fu-jang Su-čou Lu-an Po-čou Čch’-čou Süan-čcheng | 340100             | Che-fej            | 11 445,1      | 9 369 881             |
| Che-fej Wu-chu Peng-pu Chuaj-nan Ma-an-šan Chuaj-pej Tchung-ling An-čching Chuang-šan Čchu-čou Fu-jang Su-čou Lu-an Po-čou Čch’-čou Süan-čcheng | 340200             | Wu-chu             | 6 026,1       | 3 644 420             |
| Che-fej Wu-chu Peng-pu Chuaj-nan Ma-an-šan Chuaj-pej Tchung-ling An-čching Chuang-šan Čchu-čou Fu-jang Su-čou Lu-an Po-čou Čch’-čou Süan-čcheng | 340300             | Peng-pu            | 5 950,7       | 3 296 408             |
| Che-fej Wu-chu Peng-pu Chuaj-nan Ma-an-šan Chuaj-pej Tchung-ling An-čching Chuang-šan Čchu-čou Fu-jang Su-čou Lu-an Po-čou Čch’-čou Süan-čcheng | 340400             | Chuaj-nan          | 5 532,3       | 3 033 528             |
| Che-fej Wu-chu Peng-pu Chuaj-nan Ma-an-šan Chuaj-pej Tchung-ling An-čching Chuang-šan Čchu-čou Fu-jang Su-čou Lu-an Po-čou Čch’-čou Süan-čcheng | 340500             | Ma-an-šan          | 4 049,1       | 2 159 930             |
| Che-fej Wu-chu Peng-pu Chuaj-nan Ma-an-šan Chuaj-pej Tchung-ling An-čching Chuang-šan Čchu-čou Fu-jang Su-čou Lu-an Po-čou Čch’-čou Süan-čcheng | 340600             | Chuaj-pej          | 2 741,4       | 1 970 265             |
| Che-fej Wu-chu Peng-pu Chuaj-nan Ma-an-šan Chuaj-pej Tchung-ling An-čching Chuang-šan Čchu-čou Fu-jang Su-čou Lu-an Po-čou Čch’-čou Süan-čcheng | 340700             | Tchung-ling        | 2 935,7       | 1 311 726             |
| Che-fej Wu-chu Peng-pu Chuaj-nan Ma-an-šan Chuaj-pej Tchung-ling An-čching Chuang-šan Čchu-čou Fu-jang Su-čou Lu-an Po-čou Čch’-čou Süan-čcheng | 340800             | An-čching          | 13 524,9      | 4 165 284             |
| Che-fej Wu-chu Peng-pu Chuaj-nan Ma-an-šan Chuaj-pej Tchung-ling An-čching Chuang-šan Čchu-čou Fu-jang Su-čou Lu-an Po-čou Čch’-čou Süan-čcheng | 341000             | Chuang-šan         | 9 678,4       | 1 330 565             |
| Che-fej Wu-chu Peng-pu Chuaj-nan Ma-an-šan Chuaj-pej Tchung-ling An-čching Chuang-šan Čchu-čou Fu-jang Su-čou Lu-an Po-čou Čch’-čou Süan-čcheng | 341100             | Čchu-čou           | 13 516,0      | 3 987 054             |
| Che-fej Wu-chu Peng-pu Chuaj-nan Ma-an-šan Chuaj-pej Tchung-ling An-čching Chuang-šan Čchu-čou Fu-jang Su-čou Lu-an Po-čou Čch’-čou Süan-čcheng | 341200             | Fu-jang            | 10 118,2      | 8 200 264             |
| Che-fej Wu-chu Peng-pu Chuaj-nan Ma-an-šan Chuaj-pej Tchung-ling An-čching Chuang-šan Čchu-čou Fu-jang Su-čou Lu-an Po-čou Čch’-čou Süan-čcheng | 341300             | Su-čou             | 9 938,8       | 5 324 476             |
| Che-fej Wu-chu Peng-pu Chuaj-nan Ma-an-šan Chuaj-pej Tchung-ling An-čching Chuang-šan Čchu-čou Fu-jang Su-čou Lu-an Po-čou Čch’-čou Süan-čcheng | 341500             | Lu-an              | 15 450,8      | 4 393 699             |
| Che-fej Wu-chu Peng-pu Chuaj-nan Ma-an-šan Chuaj-pej Tchung-ling An-čching Chuang-šan Čchu-čou Fu-jang Su-čou Lu-an Po-čou Čch’-čou Süan-čcheng | 341600             | Po-čou             | 8 521,2       | 4 996 844             |
| Che-fej Wu-chu Peng-pu Chuaj-nan Ma-an-šan Chuaj-pej Tchung-ling An-čching Chuang-šan Čchu-čou Fu-jang Su-čou Lu-an Po-čou Čch’-čou Süan-čcheng | 341700             | Čch’-čou           | 8 398,7       | 1 342 764             |
| Che-fej Wu-chu Peng-pu Chuaj-nan Ma-an-šan Chuaj-pej Tchung-ling An-čching Chuang-šan Čchu-čou Fu-jang Su-čou Lu-an Po-čou Čch’-čou Süan-čcheng | 341800             | Süan-čcheng        | 12 312,6      | 2 500 063             |

## Obyvatelstvo
Podle Sedmého sčítání lidu Čínské lidové republiky v roce 2020 v An-chueji žilo 61 027 171 obyvatel, což představuje 4,32 % celkové populace Čínské lidové republiky.

## Politika
| Současní nejvyšší představitelé provincie An-chuej     | Současní nejvyšší představitelé provincie An-chuej | Současní nejvyšší představitelé provincie An-chuej |
| Úřad                                                   | Jméno                                              | Nástup do úřadu                                    |
| ------------------------------------------------------ | -------------------------------------------------- | -------------------------------------------------- |
| Tajemník anchuejského provinčního výboru KS Číny       | Liang Jen-šun 梁言顺                               | červen 2024                                        |
| Guvernér Lidové vlády provincie An-chuej               | Wang Čching-sien 王清宪                            | únor 2021                                          |
| Předseda anchuejského provinčního lidového shromáždění | Chan Ťün 韩俊                                      | březen 2023                                        |
| Předseda anchuejského provinčního výboru ČLPPS         | Funkce neobsazena                                  | Funkce neobsazena                                  |

## Ekonomika

Struktura exportu provincie An-chuej (2020)

Do roku 1949 byla An-chuej považována za jednu z ekonomicky nejzaostalejších provincií východní Číny. Většina obyvatelstva žila na venkově a kvůli nevhodnému využívání vodních zdrojů bylo zemědělství na nízké úrovni. Těžba nerostných zdrojů byla málo rozvinutá.
Průmyslově nejrozvinutější jsou kromě hlavního města Che-fej také Wu-chu a zejména Ma-an-šan s velkými ocelárnami. Černé uhlí se těží u města Chuaj-nan a měděné rudy u Tung-lingu. Ve Žlutých horách je významnou složkou hospodářství i turistický ruch. Velkou atrakcí jsou například starobylé vesnice Si-ti a Chung-cchun, zapsané od roku 2000 na seznam světového dědictví UNESCO.
V roce 2020 dosáhl hrubý domácí produkt provincie 3,868 bilionů jüanů (594 miliard USD,13,4 bilionů CZK). Oproti roku 2019 vzrostl o 3,9 %. Na tvorbě HDP An-chueje se v roce 2020 podle sektorového hlediska podílel primární sektor 8,2 %, sekundární sektor 40,5 % a terciární sektor 51,3 %. An-chuej je součástí ekonomické oblasti delty řeky Jang-'c, nicméně ekonomika provincie zaostává v porovnání se sousedním Če-ťiangem, Ťiang-su a Šanghají.

### Zemědělství
Hlavními plodinami v An-chueji je rýže, pěstovaná v povodí Jang-c'-ťiang, a pšenice, pěstována v relativně sušších oblastech severně od řeky Chuaj. Na většině polí se sklízí dvakrát ročně. An-chuej je také jedním z nejvýznamnějších producentů sóji v Číně; sója je pěstována zejména na severu provincie, střídavě s pšenicí a ječmenem. Hlavními průmyslovými plodinami jsou řepka olejka, bavlna, čaj, přadné rostliny a tabák. Pěstuje se také konopí, juta a ramie.
An-chuej je již od 7. století také známá produkcí čaje, který se vyvážel do zbytku Číny i dále do zahraničí. Na konci 19. století a počátku 20. století došlo k útlumu produkce, později k opětovnému oživení. Ceněný byl zejména černý čaj Keemun (祁门红茶). Čaj je v An-chueji pěstován zejména na svazích pohoří Ta-pie a v horách Paj-ťi, na hranicích An-chueje a Če-ťiangu.
V letech 1937–1949, během druhé čínsko-japonské války a následné druhé fáze čínské občanské války, bylo v regionu vykáceno mnoho morušovníků, aby byly partyzánské síly zbaveny možného krytí. Od té doby došlo k obnově morušovníků a pro potřeby hedvábnictví je chován bourec morušový i martináč čínský.
Hlavním zdrojem masa v An-chueji jsou prasata, ve stále vyšší míře se na severu provincie také chovají ovce. Mnohá jezera a řeky jsou bohatá na ryby, zejména kapry a cejnky. Jang-'c-ťiang je využívána pro akvakulturní chov ryb.

## Doprava

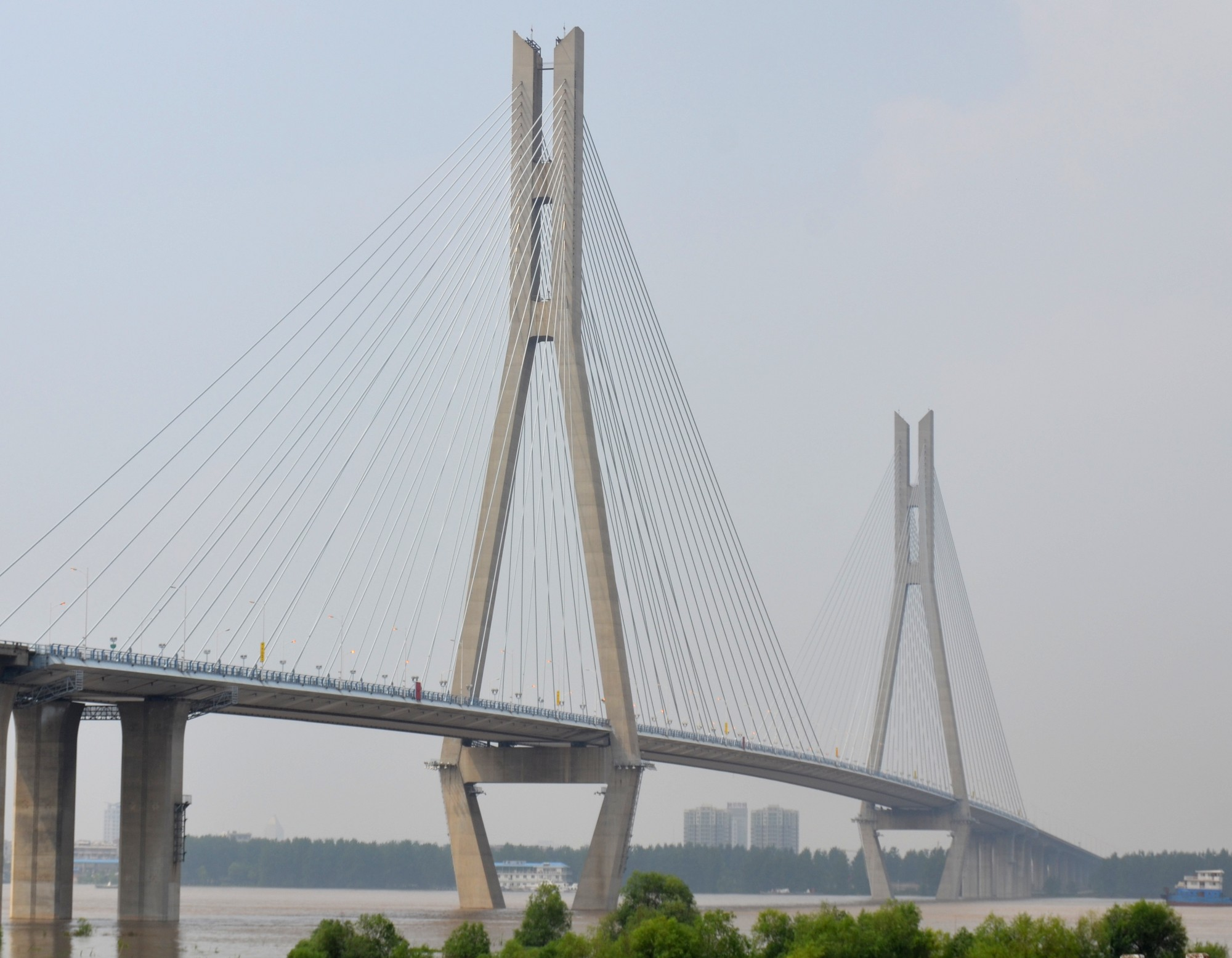
Most přes Jang-c’-ťiang v An-čchingu na dálnici G50 Šanghaj – Čchung-čching

### Silniční
První dálnice byla v An-chueji otevřena v roce 1991. K roku 2016 An-chuejí procházelo 35 dálnic a 8 národních dálnic. Celková délka silniční a dálniční sítě v provincii činila 198 000 km, z toho 4 543 km tvořily dálnice a 2 623 km tvořily silnice první třídy. K roku 2021 délka dálnic v provincii již přesáhovala 5 000 km, s plánovaným cílem 6 800 km v roce 2025. Celková délka dálniční sítě v An-chueji by měla v roce 2035 dosahovat 10 165 km, a tvořit síť „pěti vertikálních a deseti horizontálních“ dálnic.

#### Dálnice
- Dálnice G3 Peking – Tchaj-pej
- Dálnice G36 Nanking – Luo-jang
- Dálnice G40 Šanghaj –  Si-an
- Dálnice G42 Šanghaj – Čcheng-tu
- Dálnice G4212 Che-fej –  An-čching
- Dálnice G50 Šanghaj – Čchung-čching
- Dálnice G56 Chang-čou – Žuej-li

### Letecká
V An-chueji je v provozu 6 civilních letišť (z nichž 2 jsou mezinárodní), přičemž další 3 letiště jsou ve výstavbě. Největším letištěm v An-chueji je mezinárodní letiště Che-fej Sin-čchiao, obsluhující oblast provinčního hlavního města. Letiště bylo otevřeno v květnu 2013, přičemž nahradilo starší letiště Che-fej Luo-kang. Druhým letištěm zajišťující mezinárodní spojení je mezinárodní letiště Chuang-šan Tchun-si, a je zároveň druhé největší letiště v provincii. Dále jsou v provozu Letiště Fu-jang Si-kuan, Letiště An-čching Tchien-ču-šan, Letiště Čch'-čou Ťiou-chua-šan a od roku 2021 také Letiště Wu-chu Süan-čou, které nahradilo starší Letiště Wu-chu Wan-li, nadále sloužící výhradně jako základna Letectva Čínské lidové osvobozenecké armády. 
Ve výstavbě jsou Letiště Su-čou Ta-tien, Letiště Peng-pu Tcheng-chu a Letiště Po-čou.

### Železniční
Provinční hlavní město Che-fej slouží jako významný železniční uzel a tudíž celou provincií prochází množství vysokorychlostních železničních tratí. Vysokorychlostní trať Šanghaj – Wu-chan – Čcheng-tu provincii protíná ve východozápadním směru, konkrétně její dvě sekce: vysokorychlostní trať Che-fej – Nanking a vysokorychlostní trať Che-fej – Wu-chan. Spojení se sousední provincií Ťiang-si na jihu a dále s pobřežní provincií Fu-ťien zajišťuje vysokorychlostní trať Che-fej – Fu-čou, součást budovaného vysokorychlostního železničního koridoru Peking – Tchaj-pej. V opačném, severním směru je součástí tohoto koridoru vysokorychlostní trať Che-fej – Peng-pu.
Vysokorychlostní trať Šang-čchiou – Chang-čou spojuje An-chuej s provincií Che-nan na severozápadu, v An-chueji prochází městy Po-čou, Fu-jang, Chuaj-nan, Che-fej, Ma-an-šan, Wu-chu, Süan-čcheng a dále pokračuje na jihovýchod do sousední provincie Če-ťiang. Do provozu byla trať uvedena ve dvou fázích a to v letech 2019 a 2020.
V letech 2020 a 2021 byla zprovozněna vysokorychlostní trať Che-fej – An-čching – Ťiou-ťiang, která je součást budovaného vysokorychlostního železničního koridoru Peking – Hong-Kong (Tchaj-pej). Trať spojuje An-chuej se sousední provincií Ťiang-si na jihu.
Kromě tratí vysokorychlostních An-chuejí probíhá také železniční trať Che-fej – Ťiou-ťiang, železniční trať Nanking – Si-an a další.

### Metro a monorail
Systémy hromadné městské železniční či drážní dopravy jsou v An-chueji v provozu ve dvou městech: metro v Che-feji, provinčním hlavním městě, a monorail ve Wu-chu. První linka metra v Che-feji byla uvedena do provozu v roce 2016. Na konci roku 2021 bylo v provozu již pět linek obsluhující 131 stanic. Délka sítě dosahovala 156 km. V plánu je výstavba celkem 8 linek metra do roku 2025.
Monorail ve Wu-chu je v provozu od konce roku 2021. Současná sít o délce 46 km sestává ze dvou linek obsluhující 36 stanic. Celý systém by dle plánu mělo tvořit celkem pět linek.

## Zajímavosti
Z města Po-čou podle tradice pocházela legendární hrdinka Chua Mu-lan.